# Pedro Alejandro Auber
Pedro Alejandro Auber (auch Pierre Alexandre Auber, Peter Alexander Aubert, * 1786 in Écrainville; † 13. April 1843 in Havanna) war ein französisch-kubanischer Botaniker und Naturwissenschaftler.

## Leben
Pierre Alexandre Auber kam als Angehöriger der Verwaltung der französischen Armee, die in die Halbinsel einmarschierte, nach Spanien und wurde 1808 in der Schlacht bei Bailén gefangen genommen. Als Pedro Alejandro Auber studierte er 1811 bis 1812 in Madrid Botanik, Zoologie und Mineralogie. Er absolvierte ein Medizinstudium am Königlichen Krankenhaus von Madrid und arbeitete zwischen 1812 und 1823 im Bereich der Feldlazarette. 1818 wurde er Mitglied der königlichen Akademie der Medizin zu Madrid. Auber lebte zeitweilig in La Coruna und verheiratete sich mit Walda de Noya. 1825 wurde seine Tochter, die Schriftstellerin Virginia Felicia Auber de Noya, geboren. Aus politischen Gründen übersiedelte er auf die Kanarischen Inseln, wo er als Professor der Mathematik in La Orotava auf der Insel Teneriffa wirkte.
Später wanderte er nach Kuba aus und unterrichtete 1833 zunächst in Havanna Mathematik und Physik. 1834 erhielt er an der Universität Havanna eine Professur für Botanik und wurde 1835 als Nachfolger von Ramon de la Sagra Direktor des botanischen Gartens von Havanna.
Am 19. Mai 1828 wurde er als Petrus Alexander Aubert mit dem akademischen Beinamen Deluc als Mitglied (Matrikel-Nr. 1318) in die Leopoldina aufgenommen.
In Kuba forschte Auber über Pflanzen und deren Eignung für die Verwendung in der kubanischen Pharmazie. 1835 initiierte er in Kuba den ersten Bau einer Eisenbahn in einem spanischsprechenden Land.
Ihm zu Ehren wurden die Foraminifere Quinqueloculina auberiana d’Orbigny, 1839, die Gastropoden Alvania auberiana (d’Orbigny, 1842) und Cylichna auberi (d’Orbigny, 1853), die Muschel Anomalocardia auberiana (d’Orbigny, 1842) und das Reptil Pholidoscelis auberi (Cocteau in Cocteau & Bibron, 1838) benannt.